# Mike Teunissen
Mike Teunissen (Ysselsteyn, 25 agosto 1992) è un ciclista su strada e ciclocrossista olandese che corre per l'XDS Astana Team. Professionista dal 2015, ha vinto una tappa al Tour de France 2019 e vestito per due giorni la maglia gialla; ha poi vestito per un giorno la maglia rossa alla Vuelta a España 2022.

## Carriera
Da Under-23 si classifica secondo nella graduatoria di Coppa del mondo di ciclocross 2011-2012 e vince il titolo mondiale di specialità nel 2013 a Louisville (era già stato argento nel 2011). Professionista su strada dal 2015 con il Team Lotto NL-Jumbo, in stagione ottiene la sua prima vittoria nella massima categoria imponendosi nel prologo del Tour de l'Ain. Nel 2017 si trasferisce al Team Sunweb: durante l'anno partecipa al suo primo Tour de France, mentre nel 2018 si classifica secondo alla Dwars door Vlaanderen e corre la Vuelta a España.
Tornato al Team Lotto NL (divenuto Jumbo-Visma) nel 2019, coglie importanti risultati già in primavera, piazzandosi settimo alla Parigi-Roubaix, e vincendo due tappe e la classifica generale della Quatre Jours de Dunkerque e la classifica finale dello ZLM Tour. Il 6 luglio 2019 si aggiudica quindi la tappa inaugurale del Tour de France sul traguardo di Bruxelles, andando a vestire anche la maglia gialla. Mantiene il primato anche l'indomani, quando la sua Jumbo-Visma vince la cronometro a squadre, ma perde la maglia dopo la terza tappa, a favore del vincitore di giornata Julian Alaphilippe.
Nel 2022 alla Vuelta a España veste la maglia rossa al termine della seconda tappa, a Utrecht, grazie ai piazzamenti; cede il primato l'indomani al compagno di squadra Edoardo Affini.

## Palmarès

### Strada
- 2012

Slag om Norg
- 2013 (Rabobank Development Team)

Breda Classic
Het van Voerendaal
- 2014 (Rabobank Development Team)

Paris-Roubaix Espoirs
Breda Classic
Parigi-Tours Espoirs
- 2015 (Lotto NL-Jumbo, una vittoria)

Prologo Tour de l'Ain (Bourg-en-Bresse, cronometro)
- 2019 (Team Jumbo-Visma, cinque vittorie)

5ª tappa Quatre Jours de Dunkerque (Gravelines > Cassel)
6ª tappa Quatre Jours de Dunkerque (Roubaix > Dunkerque)
Classifica generale Quatre Jours de Dunkerque
Classifica generale Ster ZLM Toer
1ª tappa Tour de France (Bruxelles > Bruxelles)
- 2023 (Intermarché-Circus-Wanty, due vittorie)

1ª tappa Giro di Norvegia (Røldal > Hovden)
3ª tappa Renewi Tour (Aalter > Geraardsbergen)

#### Altri successi
- 2010 (Juniores)

Classifica a punti Trofeo Karlsberg
2ª tappa, 1ª semitappa Liège-La Gleize (Thimister, cronosquadre)
- 2014 (Rabobank Development)

Classifica giovani Boucles de la Mayenne
- 2019 (Team Jumbo-Visma)

Classifica a punti Quatre Jours de Dunkerque
1ª tappa Hammer Stavanger (Stavanger, cronosquadre)
Classifica finale Hammer Stavanger
2ª tappa Tour de France (Bruxelles, cronosquadre)
- 2021 (Jumbo-Visma)

Classifica a punti Tour of Norway
- 2022 (Jumbo-Visma)

1ª tappa Vuelta a España (Utrecht, cronosquadre)

### Ciclocross
- 2009-2010

Cyclocross Diegem gara Junior (Diegem 3ª prova Superprestige)
- 2011-2012

Cyclocross Hamme-Zogge gara Under-23 (Hamme-Zogge 3ª prova Superprestige)
- 2012-2013

Cyclocross Ruddervoorde, gara Under-23 (Ruddervoorde, 1ª prova Superprestige)
Campionati europei, gara Under-23
Cyklokros Tábor, gara Under-23 (Tábor, 1ª prova Coppa del mondo)
Cyclocross Diegem, gara Under-23 (Diegem, 6ª prova Superprestige)
Campionati del mondo, gara Under-23
- 2013-2014

Cyclocross Zonhoven gara Under-23 (Zonhoven 2ª prova Superprestige)

## Piazzamenti

### Grandi Giri
- Tour de France

2017: 129º
2019: 101º
2021: 76º
2023: 103°
2024: 93°
2025: 80º
- Vuelta a España

2015: 104º
2018: 109º
2022: 90º

### Classiche monumento
- Milano-Sanremo

2019: 18º
2023: 89º
2024: 61º
2025: 11º
- Giro delle Fiandre

2016: 56º
2017: 81º
2018: 18º
2019: 31º
2022: 19º
2024: 25°
2025: 12°
- Parigi-Roubaix

2016: 45º
2017: 49º
2018: 11º
2019: 7º
2021: 84º
2022: 20º
2023: 17º
2024: 22º
2025: 16º
- Liegi-Bastogne-Liegi

2015: ritirato

### Competizioni mondiali
- Campionati del mondo su strada

Offida 2010 - In linea Junior: 46º
Cronosquadre 2013 - In linea Elite: 19º
Toscana 2013 - In linea Under-23: 37º
Ponferrada 2014 - In linea Under-23: 21º
Yorkshire 2019 - In linea Elite: 36º
Fiandre 2021 - In linea Elite: 22º
- Campionati del mondo di ciclocross

Sankt-Wendel 2011 - Under-23: 2º
Koksijde 2012 - Under-23: 7º
Louisville 2013 - Under-23: vincitore
Hoogerheide 2014 - Under-23: 11º

### Competizioni europee
- Campionati europei su strada

Offida 2011 - In linea Under-23: 35º
Alkmaar 2019 - In linea Elite: 18º
Drenthe 2023 - In linea Elite: 5º
Limburgo 2024 - In linea Elite: 19º
- Campionati europei di ciclocross

Liévin 2008 - Juniores: 18º
Hoogstraten 2009 - Juniores: 4º
Frankfurt 2010 - Under-23: 28º
Lucca 2011 - Under-23: 2º
Ipswich 2012 - Under-23: vincitore